# Antonino Borzì
Antonino Borzì (Castroreale, 20 agosto 1852 – Lucca, 24 agosto 1921) è stato un botanico e micologo italiano.

## Biografia
Si iscrisse all'Istituto forestale di Vallombrosa, dove venne influenzato dal modello biologico basato su criteri vitalistici e finalistici e sull'impronta biosistematica del suo maestro Federico Delpino.
È stato professore ordinario di botanica all'Università di Messina (dal 1879) e all'Università di Palermo (dal 1892). A Messina rifondò l'Orto Botanico e creò l'Istituto di Botanica dell'ateneo. A Palermo istituì un "Giardino Coloniale" e contribuì alla realizzazione dell'Istituto di botanica. Dal 1892 al 1921 è stato direttore dell'Orto botanico di Palermo.
Assieme ad altri botanici, come Luigi Buscalioni e Pietro Romualdo Pirotta, fondò a Messina il periodico «Malpighia», mentre a Palermo diede vita al «Bollettino del R. Orto Botanico».
Ottenne numerosi riconoscimenti, quali la nomina di socio dell'Accademia dei XL e dell'Accademia dei Lincei, la presidenza della Società botanica italiana, il conferimento di titoli e onorificenze presso le accademie di Francia, Svezia e Germania. Nel 1907 ricevette la laurea honoris causa dall'Università di Uppsala.
Nei suoi studi e nelle sue ricerche approfondì le conoscenze sulle alghe marine, sulla disseminazione, sugli apparati di senso-motore.

## Opere principali
- Flora forestale italiana, ossia descrizione delle piante legnose indigene all'Italia o rese spontanee per lunga cultura, 2 voll., Tip. Arte della Stampa, Firenze 1879-1880.
- Studi algologici: saggio di ricerche sulla biologia delle alghe, 2 voll., ed. Capra - Reber, Messina - Palermo, 1883-1895.
- Compendio della flora florestale italiana. Prontuario per la sollecita determinazione delle piante forestali indigene all'Italia ad uso degli agenti dell'amministrazione dei boschi, Tip. Capra, Messina 1885.
- Contribuzioni alla biologia vegetale, 3 voll., Clausen-Reber-Priulla, Torino-Palermo 1894-1905.
- Ricerche sulla morfologia e sull'accrescimento dello stipite delle palme, (scritto con G. Catalano), in «Memorie della reale Accademia dei Lincei», s. V, CCCIX (1912), vol. IX, fasc. VI, pp. 168–201.
- Studi sulle mixoficee, 2 voll., Stab. Pellas, Firenze 1914-1916.
- Vita, forme, evoluzione del regno vegetale, Tip. Giannitrapani, Palermo 1915.
- Studi sulla flora e sulla vita delle piante in Libia, Tip. Priulla, Palermo 1917.
- Problemi di filosofia botanica, con prefazione di G. Sergi, Bardi, Roma 1920.

| Borzì è l'abbreviazione standard utilizzata per le piante descritte da Antonino Borzì. Consulta l'elenco delle piante assegnate a questo autore dall'IPNI. |